# Robert Krawczyk
Robert Krawczyk (ur. 26 marca 1978 w Tarnowskich Górach) – polski judoka, wychowanek klubu Czarni Bytom, wielokrotny reprezentant Polski, członek kadry olimpijskiej, magister wychowania fizycznego, trener.

## Życiorys
Ukończył Akademię Wychowania Fizycznego i Sportu im. Jędrzeja Śniadeckiego w Gdańsku.
Jako pierwszy polski judoka zakwalifikował się na Igrzyska Olimpijskie w Pekinie.
Jego debiut międzynarodowy miał miejsce w 1995 roku w Bath (Wielka Brytania), jego preferowane techniki to waki otoshi, tai-otoshi i seoi-nage.
Brązowy medalista Mistrzostw Świata w 2003 w Osace w kategorii do 81 kg, złoty medalista Mistrzostw Europy w Belgradzie (2007) i trzykrotny brązowy medalista Mistrzostw Europy we Wrocławiu (2000), w Mariborze (2002) oraz Rotterdamie (2005). Uczestnik Igrzysk Olimpijskich w Sydney (2000). Zajął piąte miejsce na Igrzyskach Olimpijskich w Atenach w 2004. Dwukrotnie był Akademickim Mistrzem Świata. Mistrz Europy w kategorii 81 kg Belgradzie. Wielokrotny medalista MP.
Jest żołnierzem Wojska Polskiego w stopniu starszego marynarza.
Podczas Światowych Wojskowych Igrzysk Sportowych 2011 zdobył brązowy medal w rywalizacji drużynowej. Rok wcześniej, podczas Mistrzostw Europy Wojskowych w Judo 2010, zdobył złoty medal w kategorii do 81 kilogramów. Podczas Wojskowych Mistrzostw Świata w Astanie (2013) zdobył brązowy medal w drużynie.
Posiada 6 dan.

## Wyniki międzynarodowe
- 2009 – 1M Puchar Świata, Abu Dhabi
- 2008 – 7M Igrzyska Olimpijskie, Pekin
- 2007 – 5M Mistrzostwa Świata, Rio de Janeiro
- 2007 –  Mistrzostwa Europy, Belgrad
- 2006 – 3M Puchar Świata, Hamburg
- 2006 – 3M Puchar Świata, Paryż
- 2005 –  Mistrzostwa Europy, Rotterdam
- 2005 – 3M Puchar Świata, Paryż
- 2004 – 5M Igrzyska Olimpijskie, Ateny
- 2003 –  Mistrzostwa Świata, Osaka
- 2003 – 3M Puchar Świata, Tallinn
- 2002 – 3M Puchar Świata, Paryż
- 2002 –  Mistrzostwa Europy, Maribor
- 2002 – 3M Puchar Świata, Warszawa
- 2001 – 3M Tre Torri Cup
- 2001 – 3M Guido Sieni
- 2000 –  Akademickie Mistrzostwa Świata, Malaga
- 2000 –  Mistrzostwa Europy, Wrocław
- 2000 – 1M Puchar Świata, Sofia
- 2000 – 3M World Masters, Monachium
- 1999 – 3M Big Boss Open
- 1999 – 2M World Masters, Monachium
- 1999 – 2M Jigoro Kano Cup
- 1998 – 3M Big Boss Open